# Hans Bautz
Hans Bautz (* 1908; † 1986) war ein deutscher Bildhauer.

## Leben und Werk
Die Werke von Hans Bautz – Skulpturen aus Bronze, Beton und Kunststein – befinden sich im öffentlichen Raum in Berlin und in Minden.

## Werke
| Name                                | Bild           | Standort                                       | Jahr der Einweihung                 | Beleg |
| ----------------------------------- | -------------- | ---------------------------------------------- | ----------------------------------- | ----- |
| Zwei Delfine                        |                | Berlin-Dahlem, Thielallee 69 (Lage)            | 1968                                |       |
| Diskuswerfer (Berlin-Lankwitz)      |                | Berlin-Lankwitz, Malteserstraße 53 (Lage)      | 1957                                |       |
| Bär                                 | weitere Bilder | Berlin-Mariendorf, Volkspark Mariendorf (Lage) | 1966 (aus Muschelkalkstein geformt) |       |
| Große Liegende                      | weitere Bilder | Berlin-Mitte, Köllnischer Park (Lage)          | 1949                                |       |
| Delphinbrunnen (Berlin-Wilmersdorf) | weitere Bilder | Berlin-Wilmersdorf, Hohenzollernplatz (Lage)   | 1968                                |       |
| Berliner Bär (Minden)               |                | Minden-Rodenbeck (Lage)                        | 1964                                |       |